# (95785) Csányivilmos
(95785) Csányivilmos est un astéroïde de la ceinture principale.

## Description
(95785) Csányivilmos est un astéroïde de la ceinture principale. Il fut découvert le 27 mars 2003 à Piszkéstető par Krisztián Sárneczky. Il présente une orbite caractérisée par un demi-grand axe de 2,63 UA, une excentricité de 0,06 et une inclinaison de 9,5° par rapport à l'écliptique.